# روبرتو لوبيز (لاعب كرة قدم مواليد 1992)
روبرتو لوبيز (من مواليد 17 يونيو 1992)، المعروف أيضًا باسم بيكو، هو لاعب كرة قدم محترف يلعب حاليًا كمدافع عن شامروك روفرز. وُلد لوبيز في أيرلندا، ويمثل منتخب الرأس الأخضر لكرة القدم.